# سیارک ۳۰۰۴
سیارک ۳۰۰۴ (به انگلیسی: 3004 Knud، نامگذاری:1976DD) سه هزار و چهارمین سیارک کشف شده‌است که در ۲۷ فوریه ۱۹۷۶ کشف شد.
قدر مطلق سیارک برابر ۱۵٫۱۰ است.